# Jan Sunigajło
Jan Sunigajło herbu Lis, właściwie Sunigajło (ur. w XIV w., zm. po 20 stycznia 1433) – bojar litewski, starosta kowieński (1398–1422), pierwszy kasztelan trocki (1413–1433), adoptowany podczas unii horodelskiej (1413).

## Życiorys
Sunigajło był bojarem litewskim, który po przyjęciu chrztu nosił chrześcijańskie imię Jan.
Pojawia się po raz pierwszy 23 kwietnia 1398 roku przy Witoldzie w Grodnie, kiedy to przywiesił swą pieczęć do preliminarzy pokojowych z Krzyżakami, które poprzedziły traktat saliński. Na akcie tego traktatu Sunigajło występuje jako starosta kowieński, który to urząd sprawuje aż do 1422 roku. W tym charakterze bierze czynny udział w wypadkach politycznych w przededniu wielkiej wojny i z ramienia Witolda odprawia w 1409 roku poselstwo do Wielkiego Mistrza. Gdy w unii horodelskiej utworzono kasztelanię trocką, objął ją Sunigajło w r. 1413 i dzierżył obok starostwa kowieńskiego do końca życia. Jako kasztelan trocki zjawia się ostatni raz na akcie unii trockiej.
Do dziś zachowała się jego pieczęć z 1410 roku, przywieszona jest do jednego z dokumentów Witolda Kiejstutowicza. Historyk Władysław Semkowicz na podstawie fotografii pieczęci, rozpoznaje w jej polu „coś jakby łuk ze strzałą skierowaną w dół, nałożony na naciągniętą cięciwę”. Napis w otoku ma charakter ruski i wygląda następująco:

печать сунгаиова

Przekładając na pismo łacińskie:

PJECZAC SUNGAIOWA

Po przetłumaczeniu:

PIECZĘĆ SUNIGAJŁA

Biorąc udział w zjeździe w 1413 r. na mocy unii horodelskiej został adoptowany do herbu Lis przez przedstawiciela polskiego rodu Lisów – Krystyna z Kozichgłów. Przy dokumencie, który Litwini wydali Polakom w Horodle, wisi po dziś dzień pieczęć Sunigajły z herbem Lis.

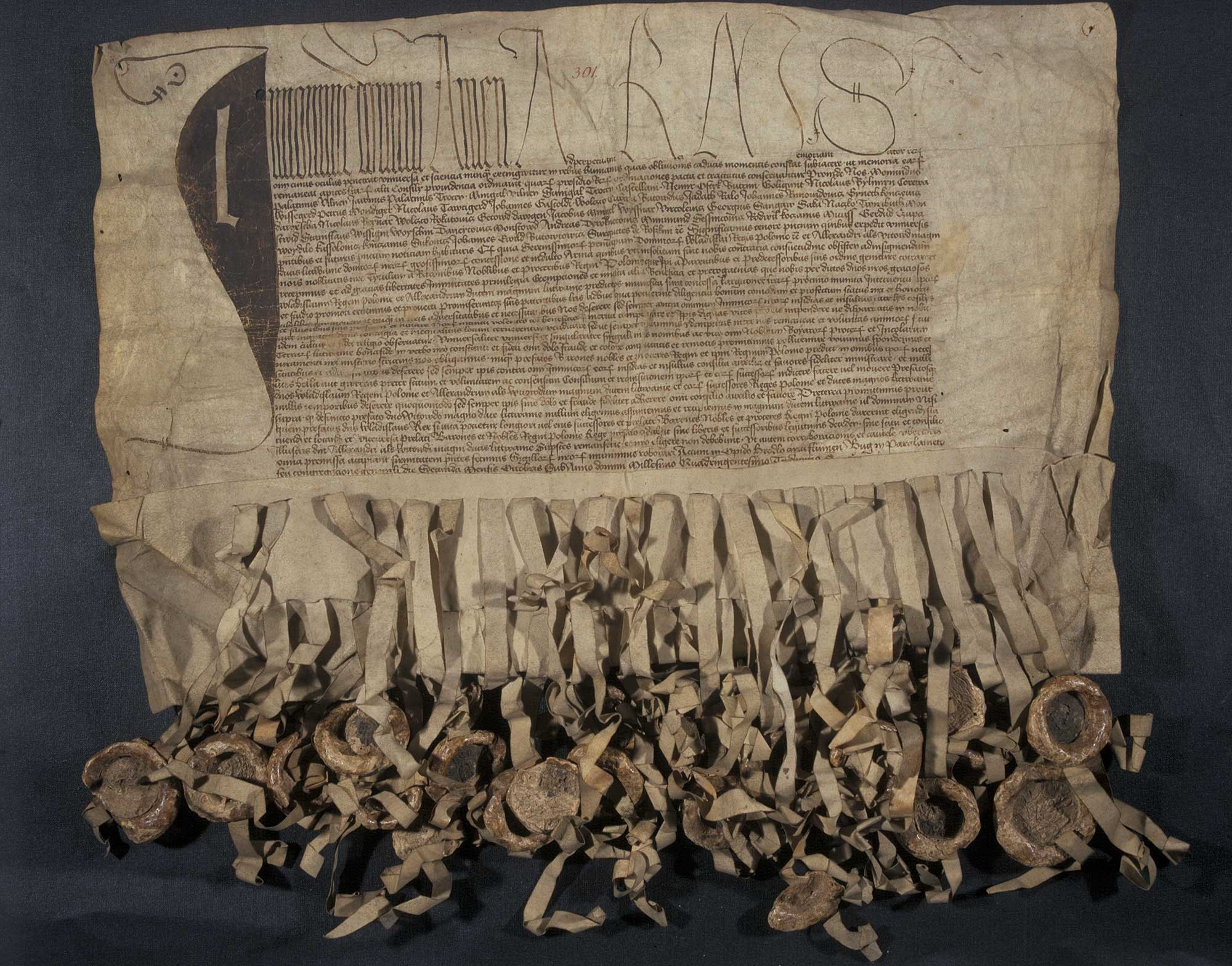
Dokument unii horodelskiej z 1413 roku z przyczepionymi pieczęciami

Ze względu na legitymowanie się Sapiehów herbem Lis już w I połowie XV w. niektórzy XIX-wieczni historycy uważali za prawdopodobne pokrewieństwo między Sunigajłą a Semenem Sopihą. Do podobnej konotacji z Sunigajłą poczuwali się książęta Świrscy.
20 stycznia 1433 roku był świadkiem aktu unii trockiej.
Jego pieczęć z herbem Lis znamy tylko z jednego jej rodzaju, którego używał stale od czasu unii horodelskiej aż do śmierci, następnie pieczęć tę przekazał synowi swemu Fedkowi, który ją przywiesił jeszcze do aktu unii grodzieńskiej z r. 1434.
W roku 1462 Maryna, wdowa po jakimś Sunigajle (w dokumencie: relicta dni Songal), stosując się do ostatniej woli zmarłego męża, założyła i uposażyła kościół w Wornianach. Trudno przypuścić, aby to była wdowa po Janie Sunigajle, który umarł już rychło po 1433 roku, jednakże trzeba raczej przyjąć, że mężem jej był któryś z jego synów, Fedor, Iwan lub może jeszcze inny, nieznany ze źródeł. Przemawia za tym chronologia. Owa fundacja kościoła w Wornianach jest dla historii ważna z tego względu, że poznajemy z niej posiadłości Sunigajłów. Są to co prawda informacje dość późne, bo pochodzą z drugiej połowy XV w., gdy część dóbr tych mogła być nadana już po śmierci Jana Sunigajly jego synom, ale w każdym razie trzeba wziąć wymienione tam dobra pod rozwagę, gdyż mogą być pośród nich i dawne gniazdowe osady rodu. Otóż Maryna Sunigajłowa zapisuje na kościół w Wornianach: 42 czynszowników, mieszkających nad rzeką Dudą, dalej ludzi w Świranach, w Dubnikach, w Serenczanach, wreszcie jakichś ludzi zwanych Zuywuczy (?), ziemie: lwanowska, Domaszkowska i Siedliszcze, oraz jeziora: Kniahinino jezioro, Marajtis i Wersziminis. Dodała dziesięciny z wsi następujących: Worniany, Sielce, Biesiady, Strunojce, Trokiniki i Jodup (jeszcze w 1914 roku znane jako: Jodowce). Nie wszystkie z wymienionych miejscowości dadzą się dziś odnaleźć, większość jednak można topograficznie określić całkiem dokładnie. Leżą one w dawnych powiatach wileńskim i święciańskim po obu brzegach rzeki Wilii, na płn. wsch. od Wilna, między Oszmianą a Święcianami. Po lewym brzegu Wilii leżą Worniany, Dubniki i Trokiniki, po prawym Świrany, Strunojce i Serenczany. Miejscowości te wyznaczają obszerne terytorium, graniczące na południu z posiadłościami rodu Moniwida, na wschodzie zaś bezpośrednio sąsiadujące z posiadłościami kniaziów litewskich Świrskich. Ta ostatnia okoliczność jest dla nas niezmiernie ciekawa, ile że Świrscy pieczętują się także herbem Lis, nasuwa się przeto domysł, że stanowili oni z Sunigajłowiczami jeden ród.

### Życie prywatne
Ojciec Sunigajły nie jest znany w wiarygodnych źródłach. Teoria dotycząca jego rzekomego pochodzenia Narymuntowiczowskiego i jego ojcu Punigajle została odrzucona przez naukę. Źródło tych teorii wykazał historyk Józef Wolff w swym dziele pt. Kniaziowie litewsko-ruscy od końca czternastego wieku.
Znani są jego dwaj synowie: Fedor i Iwan. Fedko Sunigajłowicz (w dokumencie Sangalowicz) podpisał unię grodzieńską w r. 1434 i do jej aktu przywiesił pieczęć, należącą wcześniej do ojca. lwaszko Sunigajłowicz (Sonkgajłowicz) otrzymał w połowie XV. w. od Kazimierza Jagiellończyka czterech ludzi „na Kamienicy", poza tym nic o nich nie wiadomo.
Ostatni raz pojawia się na akcie unii trockiej 20 stycznia 1433, po czym znika na zawsze, nie ma go też między świadkami unii grodzieńskiej z lutego r. 1434, widocznie więc już w tym czasie nie żył.

## Teoria Piekosińskiego
Franciszek Piekosiński w swoim artykule o Sapiehach rozdzielił Sunigajłę, kasztelana trockiego, na dwie osoby; ojca i syna, dając pierwszemu z nich imię Siemion (idzie w tym względzie za Kojałowiczem), drugiemu zaś imię Jan. Zdaniem Piekosińskiego, Siemion Sunigajło, kasztelan trocki w 1413 roku, przyjął w Horodle herb Lis, w postaci zwyczajnej, w której strzała obrócona jest żeleźżcem do góry, gdy tymczasem Jan, kasztelan trocki w latach 1419 i 1433/1434 używał — wedle niego — pieczęci z herbem Lis, w którym strzała zwrócona jest żeleżcem w dół. Piekosiński na tej podstawie uważa owego Jana Sunigajlę za syna Siemiona.
Przeciw tej teorii opowiedział się Władysław Semkowicz, który stwierdził, że współczesne źródła nie znają Siemiona Sunigajły, ale znają kasztelana trockiego, Jana, który już od r. 1398 był starostą kowieńskim. Pieczęć Sunigajly przywieszona do aktu unii horodelskiej jest identyczną z tymi, które wiszą u dokumentów z lat 1419, 1433 i 1434. Na wszystkich tych pieczęciach w napisie otokowym znajduje się informacja, że należą do Jana Sunigajły. Strzały na owych pieczęciach zwrócone są wszędzie żeleźcem w górę, jedynie przywieszenie ich do dokumentu nie wszędzie jest prawidłowe i u niektórych wisi ona na opak, wskutek czego można ulec złudzeniu, że strzała ma kierunek odwrotny. Wobec tego odrzucić trzeba mniemanie Piekosińskiego, jakoby w 1413 roku istniał jakiś Siemion Sunigajło, różny od Jana Sunigajły z czasu przed i po Horodle.
Poglądom o filiacji Sunigajły i Sapiehów sprzeciwił się również historyk Józef Wolff.